# جون رينولدز (متسابق دراجات نارية)
جون رينولدز (بالإنجليزية: John Reynolds)‏ مواليد 27 يونيو 1963 في نوتنغهام، هو متسابق دراجات نارية بريطاني سابق. نافس في سباقات بطولة العالم لفئة 500 سي سي. كما شارك في بطولة العالم للسوبربايك.

## روابط خارجية
- جون رينولدز على موقع MotoGP.com (الإنجليزية)
- جون رينولدز على موقع WorldSBK.com (الإنجليزية)